# Amor International 1991
Die Amor International 1991 im Badminton fanden vom 12. bis zum 14. April 1991 in Groningen statt.

## Sieger und Platzierte
| Disziplin    | Gold                             | Silber                              | Bronze                             |
| ------------ | -------------------------------- | ----------------------------------- | ---------------------------------- |
| Herreneinzel | Pontus Jäntti                    | Chris Bruil                         | Claus Thomsen                      |
| Herreneinzel | Pontus Jäntti                    | Chris Bruil                         | Michael Kjeldsen                   |
| Dameneinzel  | Astrid van der Knaap             | Joanne Muggeridge                   | Erica van den Heuvel               |
| Dameneinzel  | Astrid van der Knaap             | Joanne Muggeridge                   | Eline Coene                        |
| Herrendoppel | Erik Lia Hans Sperre jr.         | Michael Kjeldsen Claus Thomsen      | Chris Bruil Alex Meijer            |
| Herrendoppel | Erik Lia Hans Sperre jr.         | Michael Kjeldsen Claus Thomsen      | Sergey Melnikov Pawel Uwarow       |
| Damendoppel  | Eline Coene Erica van den Heuvel | Helle Andersen Nicole Baldewein     | Trine Johansson Marlene Thomsen    |
| Damendoppel  | Eline Coene Erica van den Heuvel | Helle Andersen Nicole Baldewein     | Tracy Dineen Sarah Hore            |
| Mixed        | Alex Meijer Nicole van Hooren    | Martin Lundgaard Hansen Rikke Broen | Quinten van Dalm Sonja Mellink     |
| Mixed        | Alex Meijer Nicole van Hooren    | Martin Lundgaard Hansen Rikke Broen | Christian Jakobsen Marlene Thomsen |